# Abhandlung
Die Abhandlung bezeichnet eine schriftliche wissenschaftliche Darstellung eines Themas, Gegenstandes oder Vorgangs.
Es gibt verschiedene Publikationsformen, die als Abhandlung bezeichnet werden können, wie zum Beispiel:
- Wissenschaftliche Arbeit
- Wissenschaftliche Publikation
- Essay
- Monografie
- Traktat